# Anna Milton
Anna Milton è un personaggio immaginario della serie televisiva Supernatural, interpretato dall'attrice Julie McNiven.
Apparsa per la prima volta nel corso della quarta stagione, Anna è un angelo caduto che difende l'umanità sopra la sua stessa specie; essendo caduta, è ricercata dal Paradiso poiché ricade su di lei una pena di morte. Inizialmente è alleata dei protagonisti Sam e Dean Winchester oltre che di Castiel, ma diventa un'antagonista nel suo ultimo episodio quando il suo metodo per evitare l'Apocalisse nella quinta stagione la mette in opposizione a loro.
Anche se la McNiven ricevette diversi elogi per il suo debutto e per la sua chimica con Jensen Ackles, che interpreta Dean, la critica riteneva che al personaggio mancasse una direzione precisa nelle sue ultime apparizioni e contestarono anche il suo tradimento finale.

## Vicende del personaggio
A causa di una diagnosi errata di schizofrenia, Anna viene sottoposta al trattamento sanitario obbligatorio in un ospedale psichiatrico dopo che la donna comincia a sentire delle voci e a predire la fine del mondo. I demoni tentano di catturarla nell'episodio "So cosa hai fatto l'estate scorsa" quando capiscono che le voci che Anna sente sono, in realtà, comunicazioni tra angeli, ma la donna riesce a difendersi usando la psicocinesi e scappa dall'ospedale. I protagonisti della serie Sam Winchester e Dean Winchester (cacciatori di creature sovrannaturali) vengono a conoscenza di Anna attraverso Ruby, un demone loro alleato. I tre proteggono Anna dal demone Alastair e successivamente dagli angeli Castiel e Uriel. Quando viene indotta in trance ipnotica, Anna ricorda di essere stata un angelo al comando di Castiel e Uriel. Nel desiderio di provare emozioni umane, aveva rimosso la sua grazia (un'energia essenziale per gli angeli) ed era rinata come umana nella famiglia Milton. Anna ipotizza che sia stato ordinato a Castiel e Uriel di ucciderla come punizione per il crimine angelico della caduta. Per celebrare la sua ultima notte sulla Terra, va a letto con Dean nella sua macchina; successivamente, mentre dorme, Dean vede l'angelo Uriel in sogno, che gli rivela di avere la grazia di Anna. Dean finge la resa e fornisce a Uriel la loro posizione, così come fa Ruby con Alastair per compiere le loro parti in un piano escogitato da Sam. Gli angeli e i demoni lottano tra di loro, dando ad Anna la possibilità di rubare la sua grazia da Uriel, mentre è distratto. Poi la donna svanisce in un lampo mentre torna nella sua forma angelica.
Anna ritorna nell'episodio "Sulla punta di uno spillo" per cercare di dissuadere Castiel dall'obbligare Dean a torturare Alastar per ottenere informazioni sulle recenti uccisioni di angeli. Castiel rivela che Anna è ancora ricercata dal Paradiso e rifiuta i suoi tentativi di convincerlo ad aiutarla, in quanto caduta. Quando Castiel, iniziando ad avere dubbi sul Paradiso, va da lei per avere dei consigli, Anna gli dice che deve imparare a pensare con la sua testa. Anna riappare, poi, per uccidere Uriel (rivelatosi il responsabile della morte degli angeli) quando attacca Castiel. Anna appare brevemente nell'episodio "Il rapimento" per spingere i Winchester a trovare il tramite scomparso di Castiel, per scoprire il segreto di vitale importanza che Castiel voleva dire a Dean e per il quale l'angelo è stato riportato in paradiso per averlo quasi rivelato. Nell'episodio successivo "Quando si rompe la diga", Anna affronta Castiel per aver liberato Sam dalla sua disintossicazione da sangue di demone, solo per poi essere consegnata agli angeli da Castiel e essere portata in Paradiso come punizione. Viene successivamente imprigionata nelle segrete del Paradiso, dove viene torturata per essere caduta.
Anna compie la sua ultima apparizione nell'episodio della quinta stagione "È sempre la stessa musica". Dopo essere scappata dal Paradiso e con la volontà di fermare l'Apocalisse, Anna è intenzionata ad uccidere Sam, così che Lucifer non possa usarlo come suo tramite e di conseguenza il piano dell'Apocalisse degli arcangeli Lucifero e Michele si sgretoli. Castiel si chiede, però, se questa sia la sua vera volontà o la volontà che il Paradiso le ha imposto torturandola e facendole il lavaggio del cervello. Per assicurarsi che Sam non venga resuscitato, pianifica di distruggere il corpo di Sam e di "spargere le sue cellule per tutto l'universo". Comprendendo di non essere in grado di uccidere Sam nel presente con Castiel che lo protegge, Anna torna indietro nel tempo per cancellare Sam e Dean dalla faccia della terra, uccidendo i loro genitori prima che Sam e Dean nascano. Il suo primo tentativo fallisce a causa dell'intervento di Sam e Dean, mandati da Castiel per fermarla. Allora Anna inganna l'Uriel ancora in vita del passato ad aiutarla e insieme sconfiggono i fratelli. Anna riesce ad uccidere Sam, ma viene uccisa da Michele, che riporta Sam in vita e ostacola il piano di Anna.

## Descrizione del personaggio
Anna venne inizialmente descritta alla stampa come una "ragazza impaurita che, per ragioni misteriose, è in grado di sentire le conversazioni tra gli angeli nella sua testa", ma poi si scopre essere un angelo caduto volontariamente dal Paradiso per il "desiderio delle imperfezioni umane." Secondo l'opinione del produttore esecutivo Robert Singer, agli angeli mancano le emozioni umane che le persone "danno per scontato" (come l'amore, la gioia e il soffrire) perché "devono essere perfetti" L'attrice Julie McNiven, dall'altro lato, riteneva che gli angeli abbiano il potenziale per provare emozioni (sia lei che l'attore Misha Collins concordano che "c'è qualcosa di più [tra Anna e Castiel] che il solo essere colleghi") ma sono forzati a sopprimerli a causa dell'atmosfera militante del Paradiso. Diventando umana, Anna ha superato queste restrizioni e ha soddisfatto il suo desiderio di "sentire emozioni liberamente."
La McNiven si "sentiva debole" nel ruolo di Anna solo quando era una "paziente confusa la cui vita era caduta completamente a pezzi", per poi diventare un personaggio " molto forte" una volta scoperta la verità. Riguardo al "cambio completo di rotta" di Anna, la McNiven commenta che "non è che dimentichi che i suoi genitori sono morti, è solo che capisce che c'è molto di più a cui pensare e non c'è tempo di starsene seduti ed essere vulnerabili rispetto a ciò che è successo ai suoi genitori e alla sua vita". Decidere di tornare alla sua forma angelica è un "grande sforzo" per il personaggio, ma la McNiven riteneva che la nuova Anna alla fine avesse "trovato un compromesso" perché l'essere in fuga le aveva permesso di fare le proprie scelte e quindi di sentirsi umana
Castiel accusa Anna di essersi riconvertita a servire il Paradiso in "È sempre la stessa musica", avendo subito lui stesso precedentemente il lavaggio del cervello da parte del Paradiso, ma Anna insiste di essere scappata dalla prigione e che sta agendo da sola. Anche se l'autrice della serie Sera Gamble ha descritto la prigione del Paradiso come un "terribile campo biblico" in cui gli angeli "vengono convinti a tornare dalla parte del [Paradiso]", la McNiven concordava con il suo personaggio sul fatto che stava ancora operando da sola. Vedeva le azioni di Anna nella quinta stagione come "motivate da quella che riteneva essere l'unica soluzione all'Apocalisse." L'attrice ha ammesso che Anna prende "decisioni avventate", ma riteneva che il personaggio "cercasse sempre di fare ciò che riteneva fosse giusto" per il bene dell'umanità. Il personaggio è "molto convinto delle sue idee" e quindi "non vuole altre soluzioni"

## Sviluppo

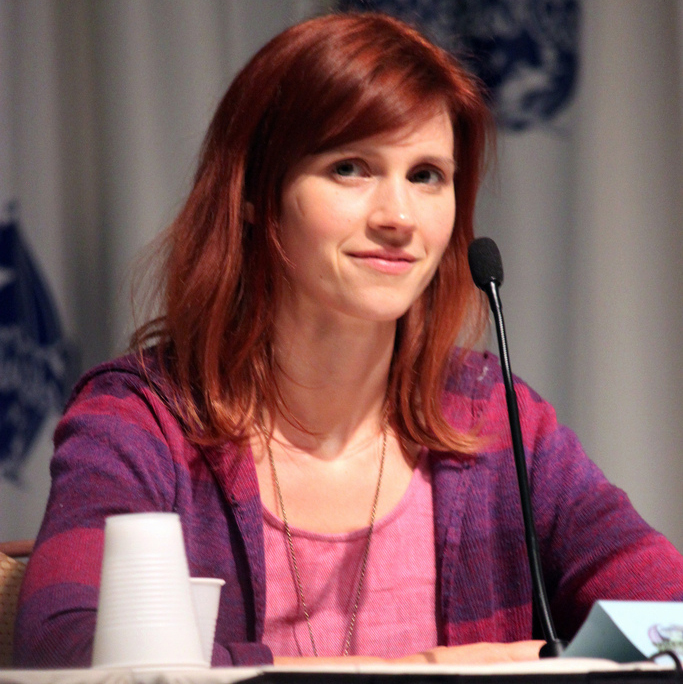
Julie McNiven inizialmente non era a conoscenza della natura angelica del personaggio.

La produzione vedeva Anna come "questa ragazza bellissima e spaventata" e il creatore della serie Eric Kripke disse che la McNiven "[li] sorprese moltissimo per quanto gradevole, vulnerabile e intelligente [la] rese." L'attrice fece l'audizione per il ruolo di un paziente malato di mente e non era a conoscenza della natura angelica del personaggio, venendone a conoscenza solo successivamente quando le venne chiesto di leggere le scene di "Paradiso e inferno." Considerandosi ancora agli inizi della sua carriera, la McNiven riteneva di "poter veramente affondare i denti nel ruolo", e fu specialmente contenta che il suo debutto in due parti avesse fornito al personaggio "un arco narrativo con un inizio, un centro e una fine."
Il sapere che il suo personaggio aveva origini angeliche non ha influenzato la sua performance in "So cosa hai fatto l'estate scorsa" perché vedeva il personaggio come qualcuno di "veramente innocente" La McNiven ha invece approcciato il personaggio di Anna immedesimandosi nell'esperienza traumatica che vive, "sapendo che non è pazza". Anche se il personaggio scompare alla fine di "Paradiso e inferno" una volta che diventa nuovamente angelo, Gamble aveva assicurato i fan che gli scrittori stavano pianificando di far ricomparire Anna "presto" nella quarta stagione, cosa che è successa nell'episodio "Sulla punta di uno spillo".
In seguito all'arresto di Anna nel penultimo episodio della quarta stagione, gli scrittori volevano far riapparire Anna nell'episodio "Il cavaliere dell'Apocalisse" ma hanno dovuto tagliare la sua storyline a causa di limiti di tempo Il personaggio fa la sua unica (e ultima) apparizione nell'episodio della quinta stagione "È sempre la stessa musica". La McNiven riteneva che gli effetti speciali creati per l'incinerazione di Anna fossero "davvero forti". Nonostante la morte del personaggio, la McNiven ha espresso il suo desiderio di ritornare nella serie.
Visto il potere e l'autorità che il personaggio aveva prima della sua caduta, Nathan Robert Brown, autore di The Mithology of Supernatural: The Signs and Symbols Behind the Popular TV Show, ha teorizzato che Anna fosse Raguel o Remiel, uno dei sette arcangeli nominati nel Libro di Enoch, che lui vedeva come base di molta della mitologia angelica di Supernatural. Secondo la McNiven, nonostante tutto, la vera identità angelica di Anna sarebbe Anael, sovrana del secondo Paradiso e dei Giovedì nella mitologia angelica. Brown come Kate Lloyd di The Official Supernatural Magazine ha sottolineato che il personaggio condivide il cognome con John Milton, autore del poema epico Paradiso perduto.

## Accoglienza
Diana Steenbergen di IGN riteneva che la McNiven avesse fatto un "lavoro eccellente" come Anna in "So cosa hai fatto l'estate scorsa", trovando il personaggio "immediatamente empatico". "Sperava sinceramente" che l'attrice continuasse con il suo ruolo dopo "Paradiso e Inferno". Tina Charles diTV Guide aveva "amato particolarmente" l'introduzione di Anna nella serie, avendo riconosciuto la McNiven dalle sue apparizioni nello show Mad Men. Steenbergen e Charles avevano concordato con Karla Peterson di The San Diego Union-Tribune che la McNiven condivideva una "chimica tenue ed empatica che funzionava perfettamente" con l'attore Jensen Ackles che interpreta Dean. Tuttavia Steenbergen e Peterson ritenevano che le loro scene romantiche non riflettessero questa chimica: Steenbergen riteneva che "le scene in sé sembrassero forzate" e Peterson le descriveva come "semplicemente strane".
Anche se a Steenbergen era piaciuta la breve apparizione di Anna in "Il rapimento", aveva anche fatto notare che il personaggio "non aveva aggiunto niente alla storyline" Peterson e Charles erano altrettanto confusi dalle azioni di Anna per tutto il resto della stagione. Quando Anna viene catturata dagli angeli in "Quando si rompe la diga", Peterson aveva commentato che "se non fosse stata nell'episodio, io non mi sarei lamentato", ritenendo che la McNiven fosse parte di un lungo trend di "pessimo" casting di Supernatural per quello che riguardava i personaggi femminili
La morte di Anna l'aveva delusa perché sentiva che la McNiven stava "iniziando a piacere al pubblico". Charles, invece, aveva descritto il tentativo di Castiel di uccidere Anna come "un piano che approvo" perché lei stava minacciando i Winchester. Zack Handlen di The A.V. Club pensò fosse stato "bello rivedere Anna", ma la considerava "strana" perché "ormai è difficile capire quello che il suo personaggio vuole". La mancanza di "un senso che facesse capire perché avesse cambiato sponda" la rendeva un "cattivo troppo generico". Handlen descrisse la sua morte come uno "spreco di un personaggio che, anche se non era fantastico come Castel, aveva del potenziale," e ritenne che gli autori l'avessero uccisa per "risolvere delle questioni in sospeso." Anche se a Maureen Ryan del Chicago Tribune piaceva Anna nella quarta stagione, criticò il personaggio in "È sempre la stessa musica" per "essere stata una perdita di tempo e aver usato [i Winchester] a caso" invece di ucciderli velocemente. Secondo lei, l'ultima apparizione di Anna serviva solo come uno "strumento per azionare altre parti della storia."
Contrariamente alla ricezione critica, McNiven credeva che inizialmente il personaggio non piacesse alle persone, in particolare perché "forse non gli piaceva l'idea che un angelo potesse cadere" e la vedeva come "davvero egoista", ma nel tempo la vide come "un personaggio femminile forte". I fan hanno votato l'attrice come "Miglior Guest Star Donna" nei Supernatural Awards 2009 di The Official Supernatural Magazine.